# اندیس کوه سیاه
کوه سیاه یک اندیس فلزی است که در حوالی شهر عشق آباد استان خراسان قرار دارد و مادهٔ معدنی موجود در آن، سرب است.سنگ میزبان این اندیس اهک و مارن و شیل ( سازند قلعه دختر) است و دیرینگی آن به دوران ژوراسیک میانی- بالائی می‌رسد. 